# Siège de Gaza (720 av. J.-C.)
Pour les articles homonymes, voir Siège de Gaza.
Le siège de Gaza fut une bataille menée en -720 par l'empire néo-assyrien mené par le roi Sargon II pour prendre la ville de Gaza. Il se termina par une victoire assyrienne totale, les Gazaïotes et leur roi Hanunu étant déportés en Assyrie.